# 藤原中清
藤原 中清（ふじわら の なかきよ）は、平安時代中期の貴族。名は仲清とも記される。藤原北家長良流、備中守・藤原為雅の長男。官位は正四位下・内匠頭。

## 経歴
受領層の中級貴族として尾張国・周防国・河内国・備中等の国司を歴任した他、内匠頭等を務め正四位下に至った。尾張守在任時の寛弘5年（1008年）には丹波守・高階業遠と共に五節の舞姫を献上する国司としてその名が見える一方、同じ年に任国尾張の郡司、百姓らによって非法を愁訴されたとの記録が残る。

## 官歴
- 寛和元年（985年） 11月15日：見前周防守[3]
- 時期不詳：従四位上[4]
- 長保2年（1000年） 5月22日：見前備前介[5]
- 寛弘2年（1005年） 2月26日：見尾張守[3]

## 系譜
- 父：藤原為雅
- 母：藤原倫寧の娘
- 妻：藤原永頼の娘
  - 男子：藤原範永 - 和歌六人党
  - 男子：藤原範基
- 生母不明
  - 男子：永禅
  - 女子：源頼国室